# No quiero ser tu hermano
No quiero ser tu hermano es una película de comedia chilena creada y escrita por Sebastián Badilla y dirigida por su hermano Gonzalo Badilla. Está protagonizada por Nicolás Poblete, Dayana Amigo, Fernando Larraín y Andrea García-Huidobro, con participaciones de Sebastián Badilla y Mariana di Girólamo. Su estreno en Chile fue el 3 de enero de 2019. Se convirtió en la comedia chilena más vista en cines de ese año y la tercera película chilena más vista del 2019. En su elenco se encuentra Lux Pascal, hermana del actor Pedro Pascal 

## Sinopsis
La historia se centra en la vida de Johnny Andrés Gaete (Nicolás Poblete), un hombre de 34 años que acaba de pedirle matrimonio a su novia. El mismo día en que lo hace, llega a su casa su hermana Constanza (Dayana Amigo), con quien no mantiene ningún tipo de relación, pero que al atravesar por una crisis personal debido a la reciente separación con su marido, acude a su hermano para quedarse con él por un tiempo. De esta forma, al vivir juntos por un período, ambos hermanos deberán poner a prueba las grandes diferencias que los separan.

## Reparto
- Nicolás Poblete
- Dayana Amigo
- Fernando Larraín
- Andrea García-Huidobro
- Sebastián Badilla
- Lux Pascal
- Rodrigo Bastidas
- Martín Castillo
- Mariana di Girolamo
- José Antonio Raffo
- Pablo Schwarz
- Julio Jung

## Recepción
En La Tercera, Ignacio Castro le entregó dos de cinco estrellas.